# Пять Углов (район Чернигова)
Пять Углов (укр. П’ять кутів) — исторически сложившаяся местность (район) Чернигова, расположена на территории Деснянского административного района.

## История
В историческом районе Пять углов ранее была площадь рынка, где торговали крестьяне со всей округи. Название местности происходит от того, что улицы расходясь в разных направлениях, образовывают своеобразные углы, которые чётко просматриваются. Район Пять углов имеет форму неправильного четырёхугольника, ограниченного улицами Олега Михнюка, Афанасия Шафонского, Гетмана Полуботка, Любомира Боднарука. Многочисленные усадебные дома служили также магазинами и лавками. Поблизости был расположен почтовый двор. Улицы Афанасия Шафонского и Любомира Боднарука сейчас считаются одними из древнейших улиц города.
Согласно плану 1908 года, улица Шафонского (современная Гетмана Полуботка) пролегала справа от дворца Милорадовичей.
Ростиславская улица (современная Любомира Боднарука) была проложена в первой половине 19 века по территории древнего предместья вдоль третей линии укреплений. Длительный период улица была застроена усадебными домами с северной стороны, в конце 19 века постепенно застраивалась и с юга. Ныне здесь возведено несколько 5-этажных жилых домов.
Видными архитектурными памятника и доминантами района являются Комплекс зданий госпиталя и Церковь Михаила и Фёдора, среди более современных — стадион «Юность» и Дворец детей и юношества. Одна из главных улиц района Оборонцев Чернигова (Александра Молодчего) была не только важной транспортной артерией, но и элитной частью города. На ней проживала вся городская аристократия.
Одна из главных транспортных артерий — проспект Победы (историческая Стритенская), одновременно является и главной улицей жилмассива. Проспект буквально разрезает Пять углов на две части. С одной стороны расположена усадебная застройка, с другой — его незначительные фрагменты, которые постепенно вытесняются современными многоэтажными квартирными домами. Многочисленные улицы и переулки создаются впечатление провинциального района.

## География
Исторический район Пять углов расположен в центральной части Деснянского района Чернигова — на левом берегу реки Стрижень. Застройка комбинированная — многоэтажная жилая, усадебная, учреждения обслуживания (например, школы).
|                                             |                                                      |                                                  |                          |
| проспект Победы в направлении реки Стрижень | улица Любомира Боднарука в направлении реки Стрижень | улица Оборонцев Чернигова (Александра Молодчего) | Михайлофёдоровская улица |

### Памятники архитектуры и истории
1. улица Оборонцев Чернигова (Александра Молодчего) дом № 9 А — Дом статистического бюро Черниговского губернского земства, где работал М. М. Коцюбинский (дом конца 19 века, 1901—1911, доска 1972) — истории местного значения
2. улица Гетмана Полуботка дом № 40/2 — Церковь Михаила и Фёдора (1801—1806) — архитектуры, местного значения
3. улица Гетмана Полуботка дом № 40/2 — Комплекс зданий госпиталя — архитектуры местного значения и Здание Черниговской духовной семинарии (XIX век, отстроен в 1952) — истории, местного значения

### Улицы
Проспекты Победы и Михаила Грушевского (улицы 1 Мая), улицы Любомира Боднарука, Оборонцев Чернигова (Александра Молодчего), Олега Михнюка, Гетмана Полуботка.

## Социальная сфера
Есть школы (гимназия № 9), детсады.

## Транспорт
Маршруты общественного транспорта проходят по проспекту Победы, улице Оборонцев Чернигова (Александра Молодчего).